# Winky, Blinky e Noddy
Winky, Blinky e Noddy sono un trio immaginario che comparve nei fumetti della Golden Age che vedevano protagonista Jay Garrick, il Flash della Golden Age. I loro nomi derivano dai personaggi di una fiaba tedesca di fine '800.

## Storia di pubblicazione
Winky Moylan, Blinky Boylan e Noddy Toylan furono creati per essere la parte comica del fumetto di Flash e furono associati ai Three Stoogies. Infatti, erano spesso chiamati con nomi quali "i Tre Idioti", "i Tre Girovaghi", e il più utilizzato "i Tre Scemi".

### Biografia dei personaggi
Comparvero per la prima volta in All-Flash n. 5 (1942), come tre criminali da strapazzo che lavoravano per il proprietario disonesto di una stalla; dopo che Flash catturò quest'uomo, i tre scagnozzi decisero di darsi a obiettivi più onesti. Da allora, il trio vagò di lavoro in lavoro, spesso finendo nei guai o causandoli, e Flash si trovava sempre coinvolto.
I Tre Scemi comparvero in All-Flash fino al n. 29 (1947), ed in All-American Comics dal n. 73 (1946) fino al n. 82 (1947). La loro comparsa in Flash Comics cominciò nel n. 46 (ottobre 1943) e terminò nel n. 79 (gennaio 1947), e furono poi visti in Comic Cavalcade dal n. 4 (inverno 1943) al n. 18 (dicembre/gennaio 1947).
Nel 1960, comparvero in Flash n. 117, senza spiegazione del perché si trovassero nel mondo del Flash della Silver Age.
In Flash vol. 2 n. 161 (2000), il trio ricomparve in un flashback che spiegò il motivo della loro scomparsa: inciamparono casualmente in un sacchetto pieno di soldi e si ritirarono nei Caraibi.

### Scomparsa
In Justice League: Cry of Justice n. 2 (2009), mentre facevano volontariamente da guardiani notturni al Museo di Flash, furono assassinati da un assalitore sconosciuto che rubò il tapis roulant cosmico. Fu Jay ad investigare sulla scomparsa del trio.